# Nambroca (kommunhuvudort)
Nambroca är en kommunhuvudort i Spanien. Den ligger i provinsen Toledo och regionen Kastilien-La Mancha, i den centrala delen av landet, 70 km söder om huvudstaden Madrid. Nambroca ligger 680 meter över havet och antalet invånare är 2 920.
Terrängen runt Nambroca är platt åt sydost, men åt nordväst är den kuperad. Terrängen runt Nambroca sluttar norrut.Runt Nambroca är det glesbefolkat, med 13 invånare per kvadratkilometer. Närmaste större samhälle är Toledo, 9,5 km nordväst om Nambroca. Omgivningarna runt Nambroca är i huvudsak ett öppet busklandskap.